# NGC 4564
NGC 4564 је елиптична галаксија у сазвежђу Девица која се налази на NGC листи објеката дубоког неба.
Деклинација објекта је + 11° 26' 23" а ректасцензија 12h 36m 26,9s. Привидна величина (магнитуда) објекта NGC 4564 износи 11,0 а фотографска магнитуда 12,0. Налази се на удаљености од 16,148 милиона парсека од Сунца. NGC 4564 је још познат и под ознакама UGC 7773, MCG 2-32-150, CGCG 70-186, VCC 1664, PGC 42051.